# Magyar postatörténet
A posta története Magyarországon a középkortól a mai Magyar Posta Zrt.-ig terjed.
Magyarország több pontján postamúzeum is található.

## A középkorban
A honfoglaláskor a magyarok ősei jól működő hírtovábbító rendszert hoztak magukkal a Kárpát-medencébe. A honfoglalástól a 16. századig Magyarországon a törzsfők és nemzetségfők üzeneteit futókövetek (cursores) vitték szét, a kisebb közösségek hírtovábbító eszköze pedig a lármafa, a jelzőtűz és a füst volt.
Az írásbeliség terjedésével a hírközlés módjai is bővültek. A 11. századtól megjelentek a hírnökök (praecones), akik törvények, rendeletek, parancsok kihirdetői voltak és szolgálataikért földhasználati jogot kaptak. Ennek következtében a szolgálat hamarosan a földdel együtt apáról fiúra öröklődött. A követet vagy hírnököt, bármerre járt az országban, élelemmel, lóval, szállással mindenki kötelessége volt segíteni (descensus). A szokásjogot I. Szent László és Könyves Kálmán király foglalta törvénybe, majd II. András az Aranybullában módosította, és mentesítette a nemességet és a papságot a beszállásolás alól. Emellett a vármegyéknek és a főuraknak is saját hírvivő szolgálata volt, a magánszemély viszont üzeneteiket és küldeményeiket csak a vándorokkal és kereskedőkkel tudták továbbítani. Később a községek vezetőinek egymással való érintkezésére az úgy nevezett községi gyalogos és lovas küldöncszolgálat szolgált.
Károly Róbert uralkodása idején az utak mentén lóváltóállomásokat létesítettek, a futárok lóval és élelemmel való ellátását a községek és a városok feladatává tették.  Ekkor a futárok már szinte csak írott leveleket vagy rendeleteket közvetítettek, hírmondói feladatuk visszaszorult. A leveleket pergamenre vagy papírosra írták, majd összehajtogatták, és pecséttel zárták le vagy a pecsétet keskeny hártyaszalagra tették, amelyet a levélen átfűztek, így a levél csak úgy volt felbontható, ha a pecsétet feltörték vagy a szalagot levágták.
Hunyadi Mátyás uralkodása idején megjelent a gyors haladást lehetővé tevő kocsi, és 1459-ben a király kocsiposta-hálózatot is létesített, és ezzel lehetővé vált, hogy a fegyveres postalegény által kísért futár éjjel-nappal haladva gyorsabban teljesítse feladatát. A kocsiposta levél-, csomag- és pénztovábbítás mellett személyszállításra is alkalmassá vált. Mátyás Király halála után a futárszolgálat hanyatlásnak indult, megszűntek a lóváltóállomások.
A futárszolgálat azonban csak királyi, állami célokat szolgált, emellett  a megerősödő keresztény egyház koldulóbarátok és szerzetesek révén kiépítette saját hírszolgálatát, a vármegyék és a városok saját lovas futárokat tartottak, a főurak magánfutárokkal küldték üzeneteiket. Nagy Lajos király uralkodása idején meghonosodtak a céhposták, melyek a maguké mellett a magánemberek leveleit is továbbították, a vándorló kereskedők és iparosok távoli vidékre vitték el megbízóik üzenetét, leveleit. Közülük a leghíresebbek a mészárosposták voltak.

### A három részre szakadt ország
A 16. századtól a három részre szakadt országban különböző postaszolgálatok alakultak ki. Az ország nyugati területén a Magyar Kamara költségén Matthias Taxis udvari főpostamester hozta létre a királyi postát. A postamesterek legtöbbször osztrákok, németek, a postalegények magyarok voltak, mivel ők ismerték a helyi viszonyokat, útvonalakat.  A hivatalos leveleket díjtalanul szállította  a posta, és eleinte a magánlevelek szállításáért sem állapítottak meg hivatalos díjat, amit e címen a közönségtől beszedtek, az a postamestereké maradt. A pénz- és személyszállításért azonban a kezdetektől a lovak és az állomások száma szerint megállapított díjat kellett fizetni. A főbb útvonalakon lóváltóállomásokat létesítettek, ahol a postamesterek lovakat és küldöncöt tartottak, és kétféle postajáratot rendszeresítettek, a menetrend szerintit (ordinaria) és a rendkívülit (stafeta). Az ordinaria hetente egyszer vagy kétszer, a stafeta a hivatalos irat sürgőssége szerint indult.
Később a történelmi Magyarország postája hűbérként került a Paar család birtokába. 1558-ban Peter Joseph Paar lett az udvari főpostamester, aki 44 évig állt a magyarországi posták élén, őt fiai követték hivatalában, de az állandó harcok és a pénzhiány megrendítették a postamesterek helyzetét.  1624-ben Johann Christoph von Paar hűbérként megkapta az osztrák örökös tartományok és Magyarország postáinak működtetési jogát, ezt azonban Magyarországon jó ideig nem tudta érvényesíteni. Az 1622-ben pozsonyi postamesterré és Magyarország főpostamesterévé kinevezett Bornemissza István ugyanis igyekezett kivívni a posta függetlenségét a Paar család és a Kamara ellenében is. Postamesternek magyarokat nevezett ki és rendeleteit is magyar nyelven adta ki, megpróbálta megszilárdítani a fegyelmet, a rendet, de 1634-ben eltávolították hivatalából, és a magyarországi posták helyzete hosszú időre még rosszabb lett a császári zsoldosok és az országban portyázó rablók garázdálkodásai, a főurak hatalmaskodásai miatt.  A 17. század végére azonban a Paar család helyzete egyre inkább megerősödött, és 1690-ben új adománylevéllel erősítette meg I. Lipót császár a magyarországi posták feletti hűbérjogukat, amivel ekkoriban már élni is tudtak.
A török hódoltsági területeken a szultáni csauszposta mellett a pasák nem akadályozták a magyar hírközvetítők működését, a postajáratok egy része megmaradt, és megnőtt a céhposták jelentősége, hiszen azok vállalták a magánlevelek továbbítását is. Rendkívüli hírtovábbítási mód volt a rabposta: a harcok alatt mindkét oldalon sok katona esett fogságba, majd békeidőben a magyarok és a törökök is engedélyezték a foglyoknak, hogy leveleket írjanak hozzátartozóiknak, kérve tőlük, hogy fizessék ki a váltságdíj összegét. A leveleket egy-egy rab vitte szét, akinek meghatározott időre vissza kellett térnie, különben a többiek életükkel fizettek a szökéséért.
Erdélyben a 16. században feléledt a futárszolgálat, a futárok, akiket postáknak is neveztek, közvetlenül a fejedelem felügyelete alá tartoztak, és feladataikat egyre szigorodó rendtartás szabályozta. Az első postatörvényt 1571-ben Báthori István fejedelem hozta, majd I. Rákóczi György 1634. évi postaszabályzata kimondta a levéltitok védelmét és halálbüntetést szabott ki a levelet elvesztő futárra. A futárok táskaszíjukon ezüstből vert fejedelmi címert viseltek és menedéklevéllel igazolták magukat, ami tartalmazta a futár nevét, úti célját, a kísérők számát, és azt, hogy milyen ellátásra tarthatnak igényt. Bár a futárok visszaéléseire súlyos büntetést szabott ki a törvény, rengeteg volt a panasz ellenük, hatalmaskodtak, nem adták vissza a lovakat tulajdonosaiknak, pénzt és ajándékokat, ingyenes ellátást követeltek maguknak. A Paarok 1690-ben megerősített hűbérjoga az erdélyi postákra is kiterjedt, de az erdélyi rendek kemény küzdelmet folytattak ez ellen, és némileg sikerült is megőrizniük különállásukat.

## A  18-19. században
Szabadságharca idején  II. Rákóczi Ferenc a postaszolgálatot több rendelettel is szabályozta; a posta személyzete és nyelve magyar volt, és azonos elvek alapján működött Magyarországon és Erdélyben. Hálózata, szervezettsége és megbízhatósága messze felülmúlt minden addigi magyarországi postaszervezetet, hiszen hadiposta is volt és elsősorban a katonai szükségletekhez igazodott. Rákóczi postája négy fővonalán és számos mellékvonalán 63 postahelyet működtetett, amelyeket az államkincstár tartott fen, a postamesterek is az államtól kapták fizetésüket, a postalovak ellátása pedig a vármegyék feladata volt. Külön postautasítás írta elő a levéltitok védelmét, a tábori posta megszervezését, a vármegyék útkarbantartási kötelezettségét és a postakürt használatának szabályait. Ebben az időben a postán kétféle levelet lehetett feladni: közönséges és sürgős levelet. A közönséges levelet hetente kétszer, a rendes postával, a sürgős levelet pedig a feladása után azonnal, gyorspostával  szállították. A posta nagy gondot fordított a személyszállításra is, ezt elsősorban a fejedelmi és hadi futárok, követek vehették igénybe, magánembert csak útlevél vagy a főpostamester rendelete alapján lehetett szállítani. A szállítás postaállomásról postaállomásra történt, ha az utat az időjárás vagy más megrongálta, a postamestereknek azonnal értesíteni kellett a vármegyék tisztviselőit, akiknek haladéktalanul intézkedni kellett a javításról.
A Rákóczi-szabadságharc leverése után a III. Károly elrendelte, hogy a magyar postát az osztrák posta szabályai szerint kell igazgatni, és a Paar család hűbérjogát megváltva 1722-ben állami kezelésbe vette a postát. A posta jövedelme a kincstárat gazdagította, a német nyelvhasználat, a császári címer használata és az egységes tarifa pedig a birodalom oszthatatlanságát volt hivatva szolgálni, a 167 működő postahivatalból 10 főpostát (prefectura) jelöltek ki, melyek körzetükben igazgatási és ellenőrzési jogkörrel rendelkeztek, és melyek élén nem szerveződéses postamesterek, hanem állami tisztségviselők álltak. 1723-ban törvényt hoztak a levéltitok védelméről is. Mária Terézia 1748-as postatörvénye felállította a levélszedő helyeket, és bevezette kocsipostát, a delizsánszot. Korábban a postamesterek az utasoknak lovat vagy kocsit biztosítottak, és az ebből származó bevétel a postamester jövedelme volt, ezzel szemben a delizsánszok menetrend szerint, meghatározott útvonalakon közlekedő kocsik voltak, amelyek utasokat, csomagokat és pénzküldeményeket is szállítottak. Magyarországon 1752-ben indultak el az első delizsánszjáratok.
A 18. század második felében vált rendszeressé a hírlapszállítás, az ajánlott, a pénzes és a tértivevényes levél.1817-ben az egységes levélfeladási díjak helyett belföldön távolság szerinti (zóna) díjszabást vezettek be, valamint azt is, hogy a díjat, amelyet addig a feladó és a címzett felében fizetett, a jövőben az egyik vagy a másik teljes egészében köteles megfizetni. Általánossá vált a postabélyegző használata. A levelek feladásának megkönnyítésére fekete-sárga levélgyűjtő szekrényeket vezettek be, ezek természetesen ekkor még csak a portós levelek feladására szolgáltak. Még ugyanebben az évben kihelyezték a postákon az első levélszekrényeket a portós levelek gyűjtésére. Ekkor jelent meg egy új üzenetközvetítési mód is, a távjelzés és a távírás. Az új módszer széles körben csak a Morse  távírókészüléke és az ahhoz használatos ABC megalkotása után terjedt el. 1824-ben elindult az első éjjel is közlekedő gyorskocsi járat Bécs és Pozsony között, majd egy év múlva Bécs és Buda között is. 1830-ban megjelent a poste restante kezelés. A reformkor idején az udvar centralizáló és németesítő törekvéseinek egyik jelképeként tekintettek a postára, mellyel élesen szemben álltak a magyar rendek, így 1840-ben nagy előrelépés volt a magyar nyelvű nyomtatványok bevezetése. 1848-ban, a független, felelős magyar kormány megalakulása után a posta igazgatása  a Földmívelés-, Ipar- és Kereskedelemügyi Minisztérium hatáskörébe került, a feliratokat mindenhol magyar nyelvűre cserélték, a császári címet a magyar váltotta fel, az alkalmazottak felesküdtek az alkotmányra és új kinevezéseket kaptak.  A küldemények bérmentesítésére bélyeg bevezetését tervezték, Than Mór elkészítette az első postabélyeg tervét is, amelynek kiadására azonban már nem kerülhetett sor.
A szabadságharc bukása után a magyar posta újra Habsburg fennhatóság alá került, postatisztviselő csak császárhű személy lehetett. A  Magyarországon is bevezetett fejlettebb és modernebb osztrák szabályozás segítette a postaszolgálat fejlődését. Az 1850-ben kiadott postapátens Magyarországon is életbe léptette az 1837. évi osztrák postapátenst. Az új postatörvény kimondta, hogy az állami postának kizárólagos joga van a zárt és nyitott címmel ellátott levelek és az időszaki lapok szállítására, ezen kívül rendezte a postahivatalok és a postamesterek helyzetét is. Egyesítették a levélposta és a kocsiposta igazgatását, ezzel az gyorsabbá, megbízhatóbbá és jövedelmezőbbé vált, bevezették a postautalvány-rendszert, és kiadták az első bélyeget is. 1855-ben elrendelték a levelek házhoz kézbesítését, 1859-ben bevezették az expressz levélforgalmat, 1860-tól utánvételes küldemények továbbítását is vállalta a posta, 1864-ben megindult a mozgóposta-szolgálat. Az 1860-as években többször leszállították a kocsiposta viteldíjait, és gyorsították a járatokat, de a vasúthálózat kiépülése a kocsiposta elhalásához vezetett, a személyszállítást átvette a gyorsabb és kényelmesebb vasút. Magyarország első távíróállomása még 1847. december 26-án Pozsonyban kezdte meg működését osztrák alkalmazottakkal, de ez a szabadságharc miatt csak 1848. június 12-ig működött. 1850-ben aztán Bécs és Pest között újra létesült távíróvonal, melyen eleinte csak hivatalos táviratokat továbbítottak, nemsokára azonban német nyelvű magántáviratok felvételére is lehetőség nyílt, és 1856-tól folyamatosan fejlesztették a távíróhálózatot.

## A Magyar Királyi Posta

A Magyar Királyi Posta jelképe 1867 és 1945 között

A kiegyezés után a posta a közös egyetértéssel intézendő ügyek közé került, a kiegyezési törvény kimondta, hogy a két állam postája külön, de egységes elvek szerint irányítandó, belső ügyeiben mindkét fél önállóan dönthet. A magyarországi és az erdélyi posták irányítását és ellenőrzését 1867. május 1-től újra a Földmívelés-, Ipar- és Kereskedelemügyi Minisztérium vette át. Gervay Mihályt nevezték ki országos postafőigazgatóvá, aki mindent megtett az osztrák függés lazításáért és a magyar nemzeti jelleg hangsúlyozásáért. Első intézkedései nyomán a postahivatalokra magyar nyelvű, magyar címerrel ellátott címertáblákat helyeztek, a postakocsikat átfestették zöld-pirosra, a pecsétnyomókat magyar címeresekkel, a túlnyomóan német helynevű bélyegzőket magyar helynevűekkel cserélték ki, a hivatali nyelv újra a magyar lett. A Magyar Királyi Posta jelképe a postakürt fölé helyezett magyar korona lett. 1869. október 1-jén a világ első nyílt levelezőlapját a magyar és az osztrák posta adta ki, később bevezették a válaszos levelezési lapot és a zárt levelezési lapot. 1871-ben kiadták az első magyar bélyeget. 1874-ben megalakult az Egyetemes Postaegyesület (Union Postale Universelle), melyet a postai küldemények országok közötti forgalmának és az átszállítás szabadságának biztosítására hoztak létre, és amelynek Magyarország a dualista állam részeként lett tagja. Baross Gábor minisztersége idején, 1887-ben egyesítették a posta- és a távírószolgálatot, és ez lehetővé tette a távíró számára is a gazdaságosabb, gyorsabb és intézményesebb műszaki fejlesztést. 1881. május 1-jén Budapesten a Fürdő utca 10-ben megnyílt az első telefonközpont, a telefonhálózatot Puskás Ferenc és Tivadar magántársasága hozta létre, de 1887-re világossá vált, hogy a távbeszélő is gyorsabban fejlődhet az állam kezelésében. Az eddigi hálózatot az állam megváltotta, és az 1888. évi XXXI. tc. a távírók, a telefon és a villamos jelzők létesítését az állam fenntartott jogai közé sorolta, az ingatlanok tulajdonosait kötelezte, hogy a közhasználatú távíró- és telefonvezeték elhelyezését földjeiken és épületeiken díjtalanul engedélyezzék, ami a vezetékek létesítését lényegesen megkönnyítette. 1890-ben létrejött az első távolsági távbeszélővonal Budapest és Bécs között, majd hamarosan a legnagyobb magyar városok között is. 1893-ban megszólalt Puskás Tivadar találmánya, a telefonhírmondó, az első hír- és műsorszolgáltató elektronikus tömegkommunikációs eszköz. A századfordulóra megkezdték a postaszolgálat gépesítését, megjelent a bélyegzőgép, a pénzszámlálógép, a kézbesítő szolgálatban a kerékpár, majd a motoros jármű. 1897-től motoros tricikliket, majd elsőként a világon gépkocsit használtak a levélgyűjtő szolgálatban. Az 1908:XII. tc. alapján a magyar posta elnyerte teljes függetlenségét. Az első világháború idején a magyar posta a megnövekedett forgalmú hazai szolgálat mellett a felállított tábori postaszolgálatot is ellátta személyzettel, felszereléssel és járművel. A szakképzett férfi munkaerő létszáma a behívások és a tábori postaszolgálat miatt a hátországban nagyon lecsökkent, kényszerűségből mind több nő dolgozott a postákon.1914-ben katonai célokra megkezdte működését a drótnélküli szikratávíró, majd 1918-ban néhány hónapig légiposta is működött. 

## A 20. században
A Magyar Királyi Posta a Trianoni békeszerződés után elveszítette a zágrábi, a pozsonyi, a kassai, a nagyváradi, a kolozsvári és a temesvári postaigazgatóságot, illetve egyes részeit, eszköz- és pénzállománya nagy részét. A nagy nehézségekkel járó helyreállítási munkák után a húszas évek közepére sikerült újjászervezni a postaszolgálatot, korszerűsítették a kezelést, a készpénzforgalmat, nagyarányú gépesítésbe kezdtek. Újjáépítették és fejlesztették a távíró- és a távbeszélő-szolgálatot, a kísérleti adások után 1925-ben meginduló Magyar Rádióhoz a posta szolgáltatta a technikát, az adótornyokat, először 1923-ban egy 250 W-os Huth-adó állítottak fel Csepelen, ezt előbb 2, 3, majd 20 kw-os adóra cserélték, 1933-ban átadták a 120 kw-os nagyadót Lakihegyen. 1927-ben újraindították a postaforgalom mellett személyeket is szállító autóbuszjáratokat. 1928-ban üzembe helyezték az első automata telefonközpontot és 1932-re automatizálták az egész budapesti hálózatot. A hálózat és a technika fejlesztése mellett nagy figyelmet fordítottak a szociális gondoskodásra és a dolgozók szakoktatására is. Támogatták az elszakított területekről menekült alkalmazottakat, a hadiözvegyeket, a hadiárvákat, betegbiztosító intézetet, kórházat, szanatóriumot állítottak fel, létrehozták a Postás Otthont, a Posta Jóléti Alapítvány Bizottságot, és színes, mozgalmas kulturális és egyesületi életre biztosítottak lehetőséget. A második világháború előtt és alatt a területi változások miatt többször változott, bővült a postahálózat és újra működött a tábori posta, a háború és a front átvonulása azonban súlyos károkat okozott a postának. A háború után az újjáépítés gyorsan megindult, a műszaki igazgatóságok feladata volt a helyreállítás megszervezése és a korszerűsítés, ami az ötvenes években ugyan lassan haladt, de a hatvanas évekre ugrásszerű fejlődést hozott, ami a szállítás motorizálását, a forgalmi szolgálatban kisgépek általános használatba vételét és az ügyvitel egyszerűsítését jelentette. A leglátványosabban a műsorszóró- és a távbeszélő-szolgálat fejlődött, 1957-ben megindult a Magyar Televízió adása, a technikai háttér biztosítása – a rádió műsorszórás mellett – a posta feladata volt. 1967-ben kezdődött meg a crossbar rendszerű telefonközpontok üzembe állítása, az 1970-es évek végén bevezették az időosztásos multiplex-rendszert, és ekkor adták át az első konténeres távbeszélőközpontokat is. 1977-ben helyezték üzembe Magyarországon az első földi űrtávközlő-állomást Taliándörögdön. 1951-től a hírlapterjesztést is a posta látta el kizárólagos joggal, a levél- és csomagküldemények átfutási ideje felgyorsult, 1964-ben bevezették a bérházi csoportos levélszekrény használatát, 1971-től pedig a külterületi levélszekrényes kézbesítést. 1973-ban bevezették az irányítószámok használatát, ami 1978-ra lehetővé tette az automata levélfeldolgozás bevezetését. A politikai élet új berendezkedésének megfelelően a háború után megszűntek vagy beolvadtak az állami intézményrendszerbe a korábbi postás egyesületek, intézmények, és létrejöttek az üzemi tanácsok, a szakszervezet, mely a szociális gondoskodás egy formáját jelentette. 1952-ben Postaügyi Minisztérium alakult, mely később a Közlekedés- és Postaügyi Minisztériumba olvadt be, 1983-ban leválasztották a postát a közlekedésügyről és országos főhatósággá szervezték. 

## A rendszerváltás óta

A rendszerváltás idején, 1989 decemberében a posta három nagy szolgáltatási ága szétvált, önálló vállalattá alakultak: létrejött a Magyar Posta Vállalat (ma Magyar Posta Zrt.), a Magyar Távközlési Vállalat (ma Magyar Telekom Nyrt.) és a Magyar Műsorszóró Vállalat (ma Antenna Hungária Zrt.).
A hagyományos postai szolgáltatásokhoz visszatérő Magyar Posta Vállalat a hálózat észszerűsítésével, technológiai korszerűsítésekkel, új szolgáltatásokkal igyekezett reagálni a megváltozott helyzetre. Az 1990-es években korszerűsödött a pénzforgalmi bizonylatok rendszere és feldolgozása, létrejött a Posta Elszámoló Központ (PEK), a gépesített nagybani levél-előállító üzem, megkezdődött az Integrált Posta Hálózat bevezetése. A postahálózat korszerűsítése jegyében postaügynökségek alakultak, bevezették a mobil postai ellátást és a postapartner programot. 2004-ben a szállítási-feldolgozási rendszer korszerűsítésére létrejött Budaörsön az Országos Logisztikai Központ, ami azt is jelentette, hogy megszűnt a vasúti szállítás, a postai küldeményeket azóta csak közúton szállítják. 1994-től részvénytársaságként, 2006-tól zártkörűen működő részvénytársaságként működik a magyar postaszolgálat. Modernizációjának méltatásaként 2009-ben World Mail Awards nemzetközi elismerésben részesült a Magyar Posta. 2013-tól az Európai Unió szabályai szerint az egységes piac létrehozása érdekében Magyarországon is liberalizálták a postai szolgáltatásokat.
A  Magyar Posta Zrt. állami tulajdonban lévő vállalat, amely Magyarország postaforgalmát bonyolítja le. Országos hálózatában több mint 2 700 posta, több száz mobilposta járat, 12 manuális küldeményfeldolgozó pont, Nemzetközi Posta Kicserélő Központ, Hírlap Logisztikai Üzem, Komplex Logisztikai Szolgáltatások Üzem és a budaörsi Országos Logisztikai Központ található. Az önálló magyar postaigazgatás 2017-ben ünnepelte a 150. évfordulóját.
Vezérigazgatója 2018. augusztusig Illés Zoltán volt, majd ifj. Schamschula György töltötte be ezt a szerepet. 2022. novemberétől dr. Balczó Barnabás a Magyar Posta Zrt. elnök-vezérigazgatója.